# Mónica Bettencourt-Dias
Mónica Bettencourt-Dias (nacida en 1974) es una bioquímica y bióloga celular portuguesa que dirige el grupo de investigación de Regulación del Ciclo Celular del Instituto Gulbenkian de Ciencia, en Lisboa . Su investigación se centra en la regulación del ciclo celular, por lo que ha sido galardonada con el Premio Pfizer de Investigación Básica, el Premio Keith Porter de la Sociedad Americana de Biología Celular y el Premio Eppendorf al Joven Investigador Europeo. También fue seleccionada como Joven Investigadora de la Organización Europea de Biología Molecular en 2009 e incorporada como miembro de la Organización Europea de Biología Molecular (EMBO) en 2015. Mónica Bettencourt-Dias fue nombrada Directora del Instituto Gulbenkian de Ciencia en noviembre de 2017.

## Biografía

### Primeros años
Mónica Bettencourt Carvalho Dias nació en 1974 y creció en Lisboa, Portugal. Cuando era pequeña, quería ser astrofísica. Comenzó sus estudios de bioquímica en la Universidad de Lisboa y, después de terminar sus estudios de pregrado, ingresó en el Instituto Gulbenkian de Ciência para estudiar biología celular. Completó sus estudios en el Colegio Universitario de Londres, donde obtuvo un doctorado en bioquímica y biología molecular en 2001. Su investigación se centró en la regeneración de las células cardíacas en salamandras.

### Carrera
Se matriculó en la Universidad de Cambridge y simultáneamente en el Colegio Birkbeck de Londres para su realizar su investigación postdoctoral. Su trabajo se centró en las cinasas, un tipo de enzima crítica para el metabolismo y la señalización celular. Descubrió que la quinasa PLK4 regula el número de centrosomas que desarrolla un organismo. Sus estudios simultáneos fueron sobre comunicación científica, para mejorar la forma en que los científicos se comunican con el público.
Tras finalizar sus estudios, Bettencourt regresó a Portugal en 2006 y abrió un laboratorio en el Instituto Gulbenkian de Ciência para continuar su trabajo sobre "formación, evolución y función fisiológica del centríolo". En 2007 fue galardonada con el Premio Eppendorf al Joven Investigador Europeo y en 2009 fue seleccionada como Joven Investigadora de la Organización Europea de Biología Molecular (EMBO).
En 2010, recibió una beca del Consejo Europeo de Investigación para investigar las anormalidades en los centríolos y cómo la variación de su número o errores en la división celular pueden conducir al desarrollo de tumores o infertilidad. Su investigación obtuvo el Premio Pfizer de Investigación Básica en 2012 y ese mismo año, el Premio Keith Porter de la Sociedad Americana de Biología Celular. Bettencourt es autora de numerosos artículos científicos y es editora de varias revistas científicas. En 2015 fue admitida como miembro de pleno derecho en la EMBO. Es directora del Instituto Gulbenkian de Ciencia desde el 1 de febrero de 2018. En enero de 2022 fue nombrada presidenta de EU-LIFE, la alianza de institutos de investigación que aboga por una investigación excelente en Europa.